# فابريسيو إدواردو سوزا
فابريسيو إدواردو سوزا (بالبرتغالية: Fabrício Eduardo Souza‏) (ولد في 4 يناير 1980) هو لاعب كرة قدم برازيلي سابق كان يجيد اللعب في مركز الوسط المهاجم.

## المسيرة الرياضية
فابريسيو سوزا لعب سابقاً لصالح من أجل بورتوغيزا وأمريكا ميناس غيراس وأتلتيكو باراناينسي في الدوري البرازيلي الدرجة الأولى ونادي الخور في دوري نجوم قطر. في يوليو 2009 انتقل إلى نادي سونغنام في دوري كوريا الجنوبية لكرة القدم.
عاد البرازيل بعد انتهاء عقده مع سونغنام ووقع عقدًا مع نادي سبورت ريسيفه في عام 2010.